# Ciprusi labdarúgó-szövetség
A ciprusi labdarúgó-szövetség (Görögül: Κυπριακή Ομοσπονδία Ποδοσφαίρου, ΚΟΠ, magyar átírásban: Kipriakí Omoszpondía Podoszféru). Ciprus nemzeti labdarúgó-szövetsége. 1934-ben alapították. A szövetség szervezi a Ciprusi labdarúgó-bajnokságot, valamint a Ciprusi kupát. Működteti a Ciprusi labdarúgó-válogatottat, valamint a Ciprusi női labdarúgó-válogatottat. Székhelye Nicosiában található.

## Történelme
A Ciprusi Labdarúgó-szövetséget 1934 szeptemberében alapították. 1948-ban a FIFA, 1962-ben pedig az UEFA tagjai lettek.

## Külső hivatkozások
- A szövetség hivatalos honlapja